# Église Sainte-Marie-de-l'Itrie (Raguse)
Pour les articles homonymes, voir Église Sainte-Marie.
L'église Sainte-Marie-de-l'Itrie (en italien chiesa di Santa Maria dell'Itria) est une importante église catholique de Raguse en Italie. Elle est dédiée à Notre-Dame d'Itria, de l'icône représentant celle « qui montre la voie ».

## Historique
L'église est bâtie au XIVe siècle grâce au mécénat des comtes Chiaramonte, possesseurs d'un fief. Il ne reste que peu de décorations et deux bénitiers en pierres de poix de l'église originaire dédiée à saint Julien, et appartenant aux chevaliers de l'Ordre de Malte. Au cours de la reconstruction de la ville de Raguse qui suit le terrible tremblement de terre de 1693, l'église est reconstruite et élargie dans la première moitié du XVIIIe siècle. La façade est achevée en 1740.

## Situation
L'église est placée le long de la montée Commendatore, et elle est caractérisée par un clocher octogonal décoré par des terres cuites polychromes représentant des fleurs et des pots réalisés en 1757, dans des couleurs typiquement siciliennes.
Certains spécialistes de l'histoire locale pensent que le nom de l'église dériverait du terme hydria, de hydor, se rapportant aux mots "cruche", "récipient" et "eau" (voir hydrie), peut-être à cause d'une source qui se trouvait à proximité.

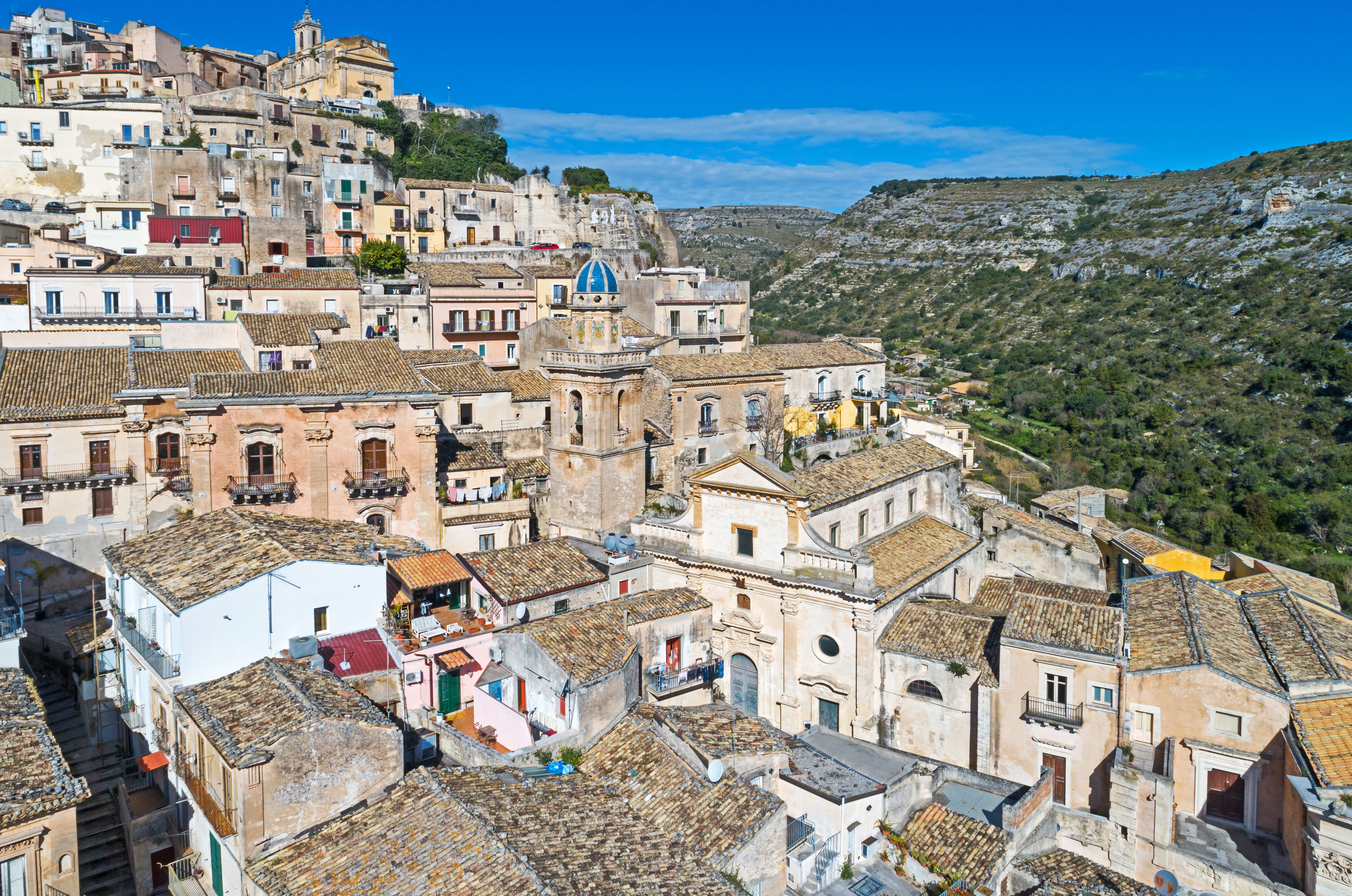
L'église située dans la vieille ville d'Ibla, aujourd'hui le nom d'un quartier.
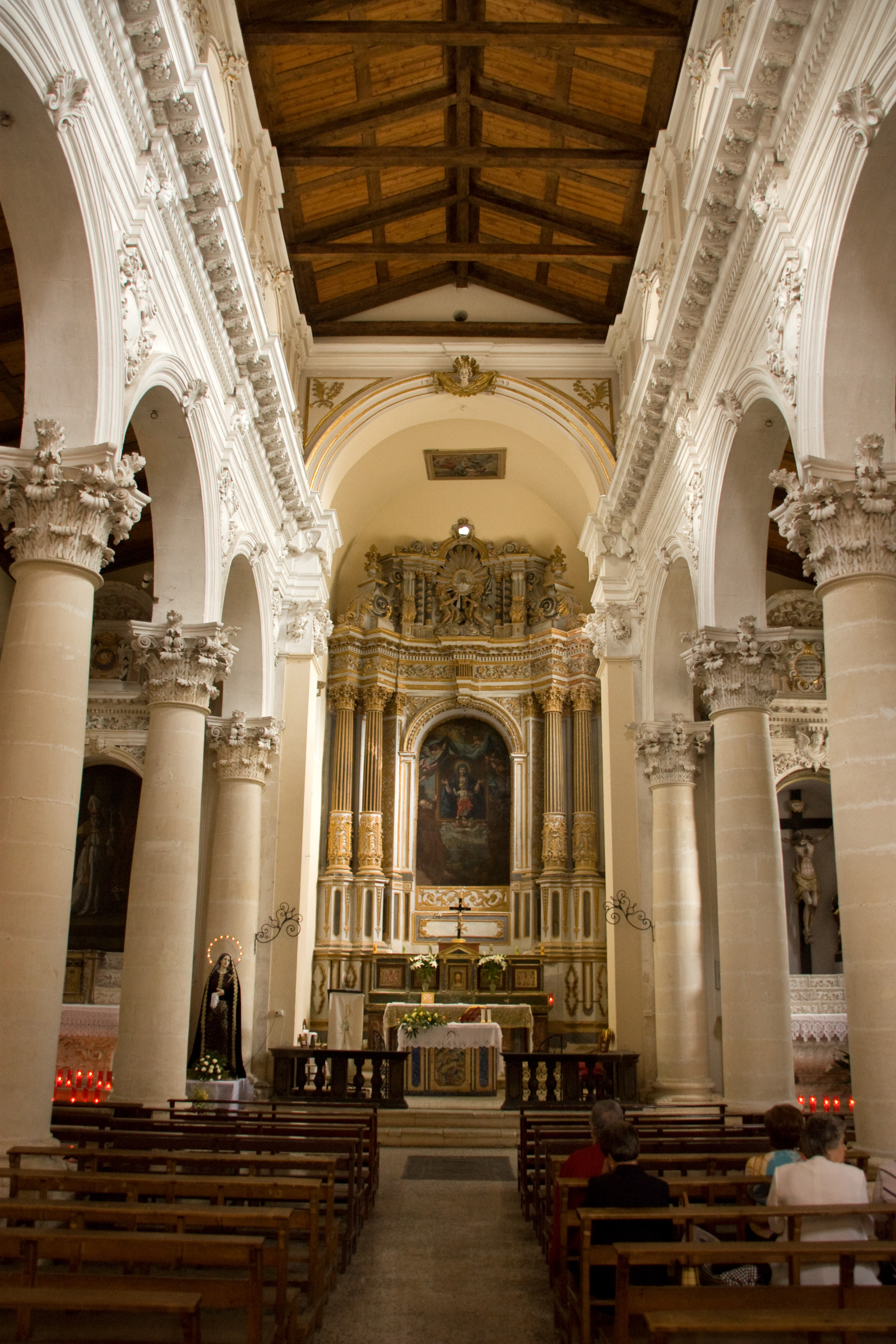
La nef, le chœur et l'abside.
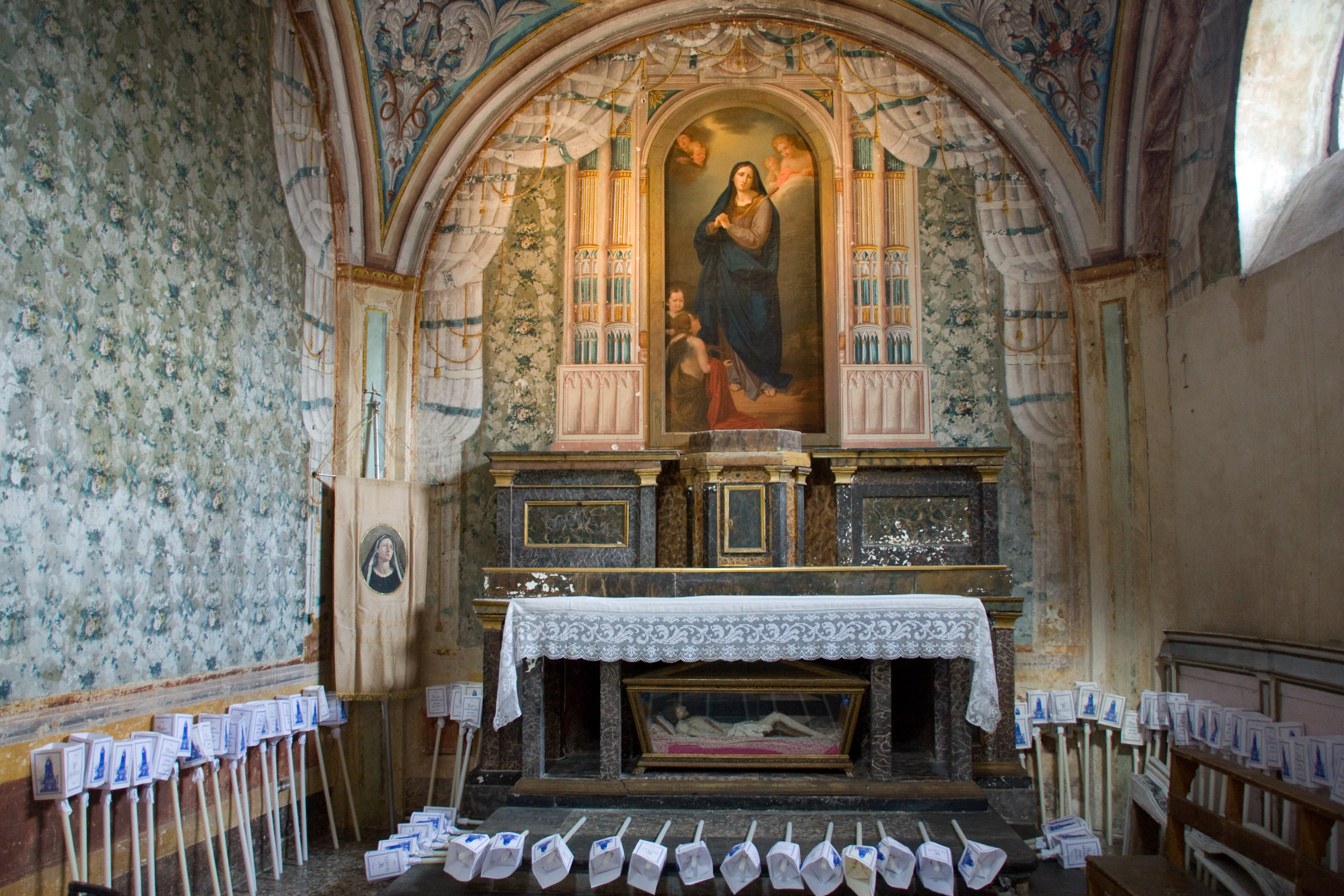
Chapelle Mater Dolorosa avec une urne en cristal contenant le corps mort de Jésus.

## Description
À l'intérieur de l'église, divisée en trois nefs par deux rangs de colonnes en pierre calcaire, se trouvent cinq autels baroques monumentaux en pierre, sculptés par des tailleurs de pierre appartenant à la famille Cultraro. Parmi les œuvres les plus importantes de l'église, on peut admirer, au fond de la nef à gauche, un Saint Julien réalisé par Mattia Preti, célèbre peintre du XVIIe siècle.